# Парштайнзе
Парштайнзе (нем. Parsteinsee) — община в Германии, районный центр, расположен в земле Бранденбург.
Входит в состав района Барним. Подчиняется управлению Одерберг. Население составляет 557 человек (на 31 декабря 2010 года). Занимает площадь 16,91 км².
Коммуна подразделяется на 2 сельских округа.
| Год  | Население |
| ---- | --------- |
| 2005 | 572       |
| 2010 | 534       |

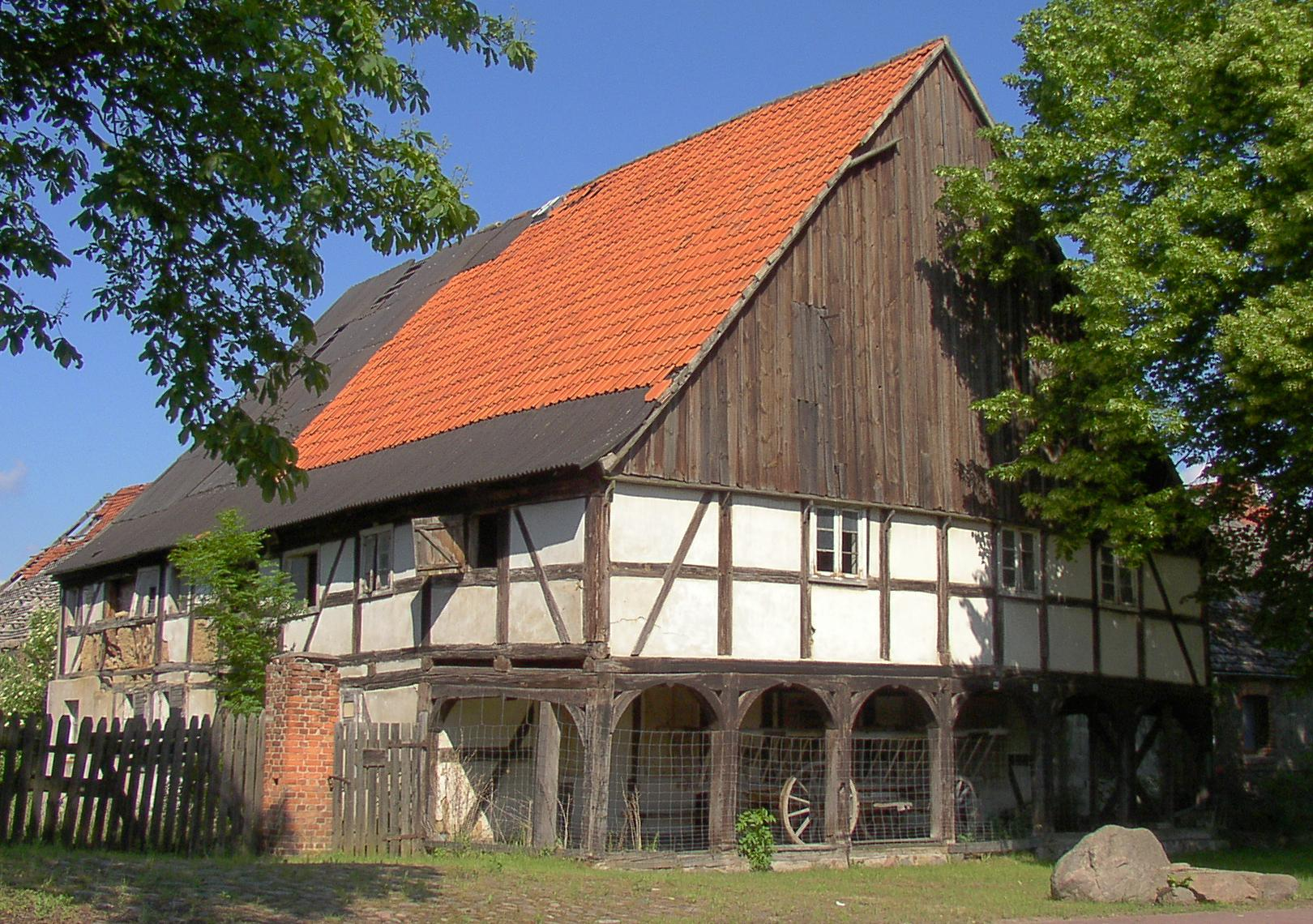
Vorlaubenhaus
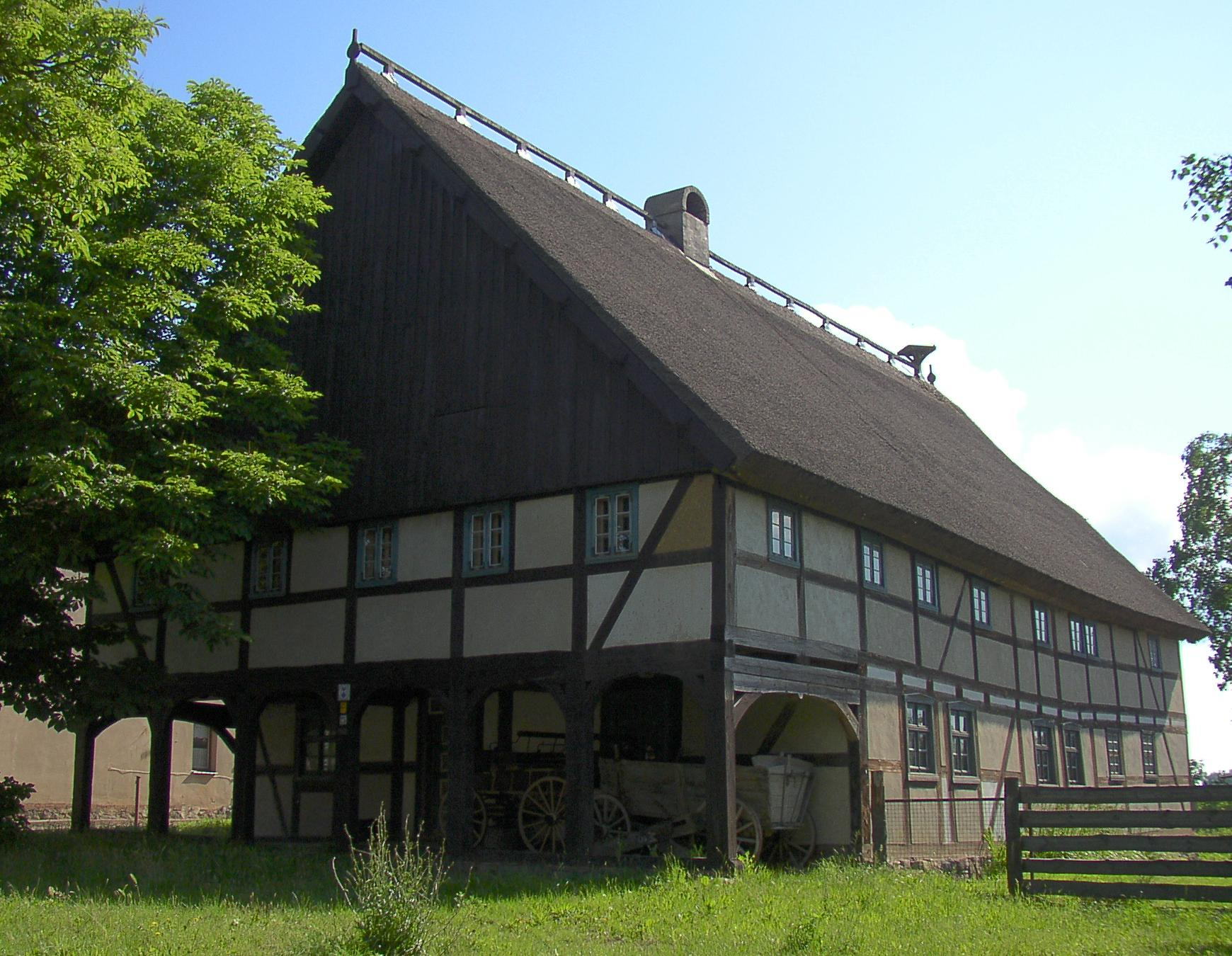
Vorlaubenhaus
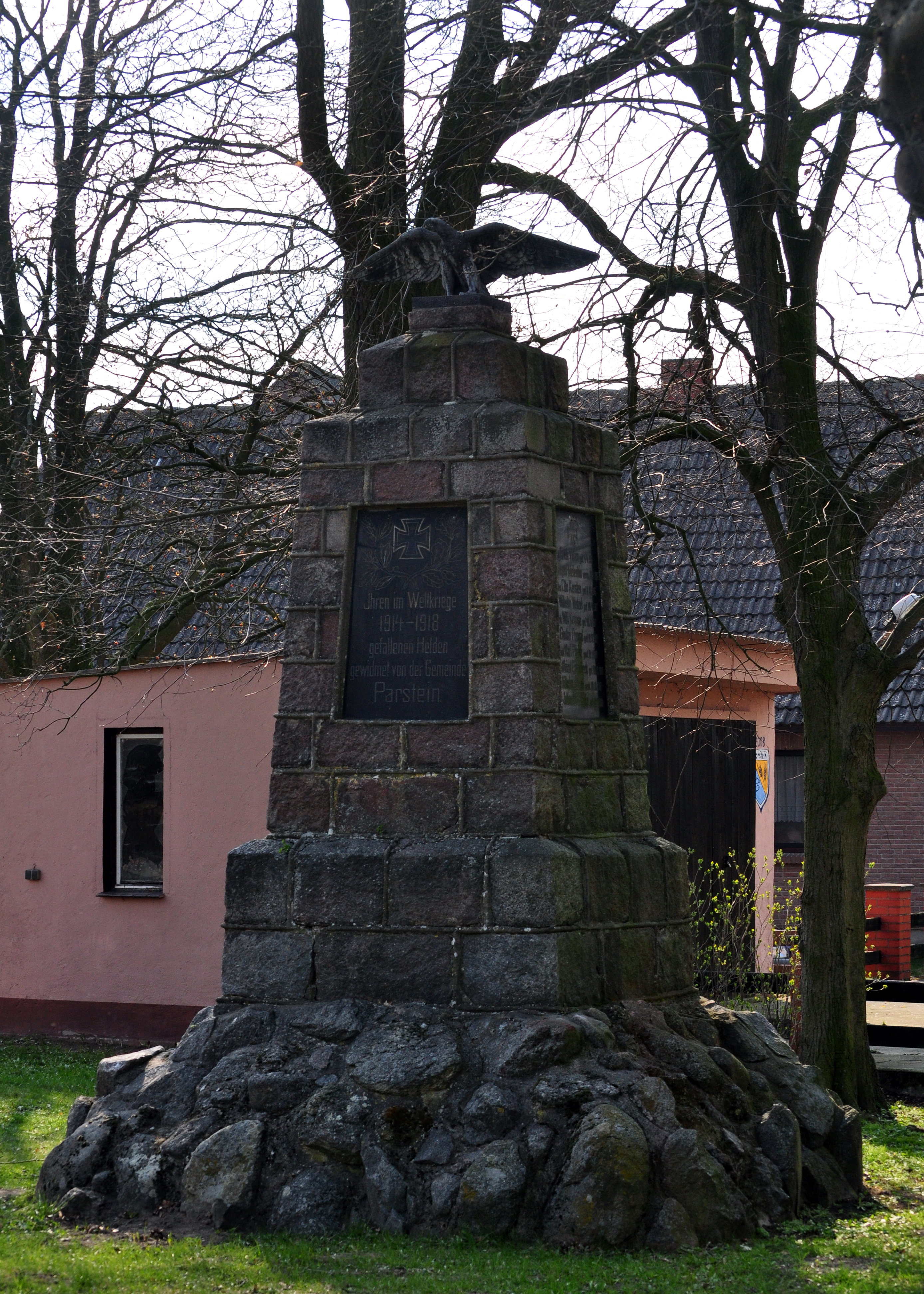
Kriegerdenkmal Parstein
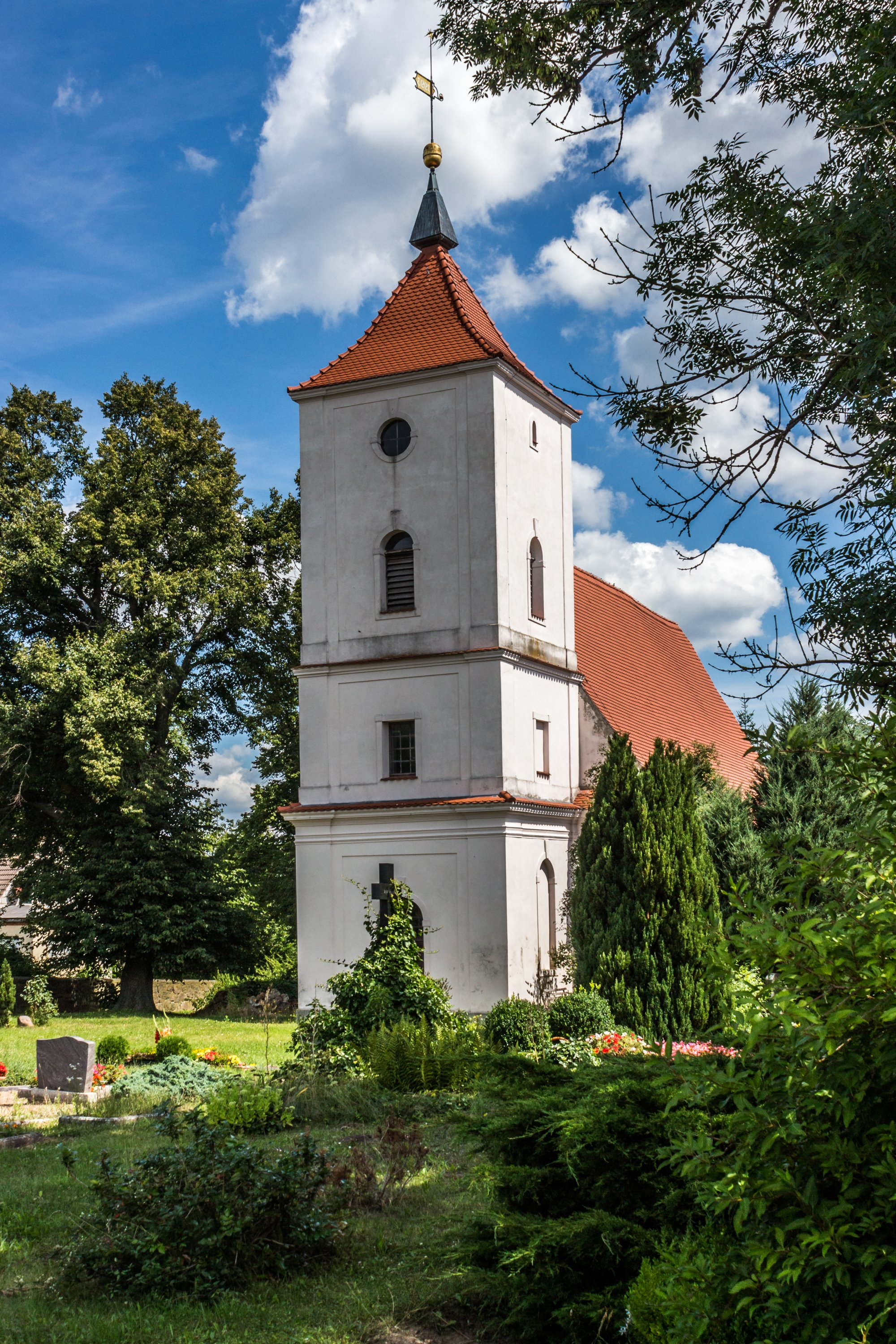
Dorfkirche Lüdersdorf